# Sierra Papagayos
Sierra Papagayos är en bergskedja i Mexiko.   Den ligger i delstaten Nuevo León, i den centrala delen av landet, 700 km norr om huvudstaden Mexico City.